# Валемонтана (Удине)
Валемонтана је насеље у Италији у округу Удине, региону Фурланија-Јулијска крајина.
Према процени из 2011. у насељу је живело 69 становника. Насеље се налази на надморској висини од 276 м.